# Florios i Platzia Flore
Florios i Platzia Flore – romans bizantyński z przełomu XIV i XV wieku.

## Zarys treści
Romans Florios i Platzia Flore (Diégesis eksájteros erotiké kaj ksené Phloríu kaj Plátzia Phlòres) liczy 1874 wiersze polityczne. Pewien skromny rycerz ślubuje św. Jakubowi pielgrzymkę, jeśli zostanie ojcem. Kiedy jego żona Topatsia znalazła się w stanie błogosławionym, małżonkowie udają się z pielgrzymką do Santiago de Compostela. Po drodze napada na nich saraceński król Filip. Rycerz ginie, a jego żona dostaje się do niewoli i zostaje służącą królowej Kalliotery. Królowa również oczekuje potomstwa. Obie kobiety w tym samym dniu wydają na świat dzieci, królowa rodzi syna Floriosa, służąca — córkę Platzię Florę. Topatsia umiera podczas porodu. Doszedłszy do pełnoletniości młodzi zakochują się w sobie. Królowa jest jednak przeciwna temu uczuciu, rozdziela zakochanych, wysyłając syna na naukę do Montorion. Platzia Flore wręcza ukochanemu czarodziejski pierścień z szafirem, który zmienia barwę, ilekroć ona znajdzie się w niebezpieczeństwie. Po wyjeździe syna królowa oskarża Platzię Florę o próbę otrucia króla, za co ma być ona spalona na stosie. Dzięki pierścieniowi Florios dowiaduje się o grożącym ukochanej niebezpieczeństwie i w ostatniej chwili przybywa na ratunek. Z kolei uczuciu młodych przeciwstawia się ojciec Floriosa, król Filip, który potajemnie wysyła Platzię Florę do emira Egiptu. Ten więzi ją w wieży pałacowej. Florios odnajduje ją przy pomocy pierścienia, co emir uznaje za cud. Wyprawia młodym wesele i szczęśliwa para młoda powraca na hiszpański dwór rodziców Floriosa. Król i królowa, ustępują przed tak wielką miłością i urządzają drugie wesele. Ostatecznie nawracają się też na "katolicką wiarę rzymskiej ortodoksji", a lud powołuje Floriosa na króla "Starego Rzymu", którym rządzi prawdziwie po chrześcijańsku.
Romans Florios i Platzia Flore jest tłumaczeniem popularnej na Zachodzie francuskiej opowieści ludowej Floire et Blanceflor z XII stulecia. Do Bizancjum opowieść dotarła w wersji włoskiej zatytułowanej Il Cantare di Fiorio e Biancifiore pochodzącej z przełomu XIII i XIV wieku. Z włoską wersją romansu zapoznał Greków Florentyńczyk Andrea Acciauolo, przyjaciel Boccaccia, który przebywał na Peloponezie w latach 1338–1341. Boccaccio opisał losy bohaterów Il Cantare di Fiorio e Biancifiore w utworze pt. Filicolo (1336 r.). Tekst grecki romansu pełen jest italianizmów. Utwór powstał u schyłku XIV lub na początku XV wieku. Zachował się w 2 rękopisach z tego czasu.